# Ninia sebae
La culebra de cafetal espalda roja, también conocida como coralillo falso o dormilona (Ninia sebae) es una especie de serpiente que pertenece a la familia Dipsadidae. Es nativa del México neotropical, Guatemala, Belice, El Salvador, Honduras, Nicaragua, Costa Rica y Panamá. En México actualmente se le encuentra principalmente por las zonas conocidas como Llanura Costera del Golfo Sur, Sierra de Chiapas y Guatemala, y península de Yucatán. La UICN2019-1 considera a la especie como de preocupación menor.

## Taxonomía
Se reconocen las siguientes subespecies:
- N. sebae immaculata Schmidt & Rand, 1957
- N. sebae morleyi Schmidt & Andrews, 1936
- N. sebae punctulata (Bocourt, 1883)
- N. sebae sebae (Duméril, Bibron & Duméril, 1854)